# Yusif Vəzir Çəmənzəminli

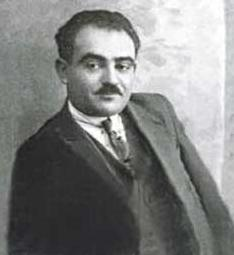
Yusif Vazir Chamanzaminli

Yusif Vazir Chamanzaminli (azeră: Yusif Vəzir Çəmənzəminli), născut ca și Yusif Mirbaba oglu Vazirov (n .12 septembrie 1887, Șușa – d. 3 ianuarie 1943, lângă Nijni Novgorod) a fost un scriitor, istoric și om politic azer.